# František Pecháček
František Pecháček (né le 1896 à  Záhornice près de Městec Králové, mort le 3 février 1944) est un gymnaste tchèque qui représentait la Tchécoslovaquie. Il a été tué dans le camp de concentration de Mauthausen-Gusen.
Il a représenté la Tchécoslovaquie lors des Jeux olympiques de 1920.